# Aleurodiscus limonisporus
Aleurodiscus limonisporus är en svampart som beskrevs av D.A. Reid 1956. Aleurodiscus limonisporus ingår i släktet Aleurodiscus och familjen Stereaceae.   Inga underarter finns listade i Catalogue of Life.